# EPANET
EPANET(エパネット) はアメリカ合衆国環境保護庁の水道水資源課(英:Water Supply and Water Resources Division)により開発された管網解析用のパブリックドメインソフトウェアである。EPANETは配水管内における水理学的要素と水質学的要素の現象について長期のシミュレーションが可能となっており、『配水システムにおける水道水の構成要素の動きと増減についての理解を手助けする研究ツール』として設計された。EPANETが初めて発表されたのは1993年である。
EPANET 2はスタンドアローンプログラムとして及びオープンソースツールキット(C言語のアプリケーションプログラミングインタフェース)として利用されている。このコンピューターエンジンは、多くの強力なプロプライエタリソフトウェア、及びGIS-Centric(en:GIS-Centric)などを開発している多くのソフトウェア会社により使われている。
EPANET 3が最後のバージョンとしてリリースされる構想（http://www.water-simulation.com/wsp/2010/09/21/epanet-3/） もあった。
EPANET2.2が、2020年7月に公開された、2のバージョンアップ版であり、現時点での最新版である。同時にオンラインマニュアルと、Toolkitも公開されている。

## 特徴
EPANETは任意のサイズの配水システムを扱うことができ、長期の水理学的な解析が可能となっている。

### 統合型環境としての特徴
- ネットワークインプットデータの編集
- 水理及び水質シミュレーションの実施
- 様々なフォーマットでの結果の閲覧

### 水理シミュレーションの特徴
- 局地的及び一時的な水使用量の変化
- 一定流量および非一定流量のポンプ
- 管網におけるベンドや付属物についての微小な損失水頭

### 水質モデリングの特徴
- 時系列で配水ネットーワークに伝播する反応性及び非反応性のトレーサー物質の機能的な解析が可能
- 反応性物質の生成、与えられた節点からの濃度の追跡などの評価
- 配管ごとに修正できる総合反応速度係数の採用
- 貯水タンクは完全反応容器、押し出し流れ(en:plug flow)、2層の反応容器(two-compartment reactors)の3パターンがモデル化可能

EPANETのビジュアルネットワークエディター(en:visual network editor) は配管ネットワークモデルの構築プロセスやそれらの属性の編集を単純化している。それらの様々なタイプのデータは可視化ツールによりネットワークの解析に役立ち、グラフィックの閲覧、表形式でのデータ閲覧、特別なレポートの閲覧に用いられる。

## データの入出力
EPANETはバイナリーファイルフォーマットを使用しており、DXF、Windows Metafile、 ASCIIファイルフォーマットでのインポート及びエキスポート機能がある。EPANETのASCIIファイルフォーマットはEPANET内ではインプットファイルと呼ばれており、ファイルの拡張子として".inp"が使われている。このインプットファイルフォーマットの".inp"は水使用量、ネットワートポロジー、及びコントロールルールを表しており、多くのフリー及び商業用のモデリングパッケージによりサポートされている。そのため、恐らくはこの".inp"は業界基準としてみなされている。

### 入力
配水システムをモデル化する場合の長さ単位として、1.Feet,2.Meters,3.Degrees,4.None(任意単位)が選択可能である。メーター(Meters)の場合、X軸Y軸ともに(-3.4E38m~3.4E38m)(つまりは-3.4x1038m～3.4x1038m)の広さで配水システムのモデル化が可能。
DXFファイル(.dxf)は『DXF2EPA』という外部機能にてインポート可能。http://www.water-simulation.com/wsp/2005/06/03/dxf2epa-autocad-dxf-file-conversion-utility-for-epanet/

### 出力
- DXFファイル(.dxf):CADに入力して編集可能。
- Windows Metafile(.emf):Microsoft Office Word等に貼り付け可能。
- EPANET独自のテキストファイル(.map)

## シミュレーション

### 水理シミュレーション

#### 配管および開水路流れにおける損失水頭式
EPANETでは流れにおける損失水頭を以下の3式から1つを用いて計算できる。
- ヘーゼン・ウィリアムスの式 :単純化された状況の下での円管内満水流れの条件をモデル化するのに使われる。(乱流、温度15℃付近、粘性は水に近似した物質に適用可能)
- ダルシー・ワイスバッハの式 :広範囲における水理条件のもとでの有圧流れのモデル化に使われる。
- マニングの式 :開水路流れのモデル化に使われる。

上記の損失水頭式が水理計算に使用されるので、1つのモデルに対し1つの損失水頭式を選択できる。

#### ポンプの揚程流量曲線
EPANET内では、揚程流量曲線を採用するために渦巻きポンプをモデルとしている。揚程流量曲線とは、ポンプにより配水システムに加えられる水頭とポンプによる送水量との関係を定義したものである。このモデルではこの曲線に基づいて与えられた配水システムの水頭条件に対しポンプごとによる送水量を計算している。EPANETでは、ポンプごとの下流側に任意で一定のエネルギー量を効果的に加えることができる。
揚程流量曲線は入力データの数により、次の3つの曲線に分かれる。
- 1点曲線
- 3点曲線
- 多点曲線

#### 解析方法
EPANETに採用されている水理計算の手法は、ニュートン法を変形したものでTodiniとPilatiにより初めて提案された勾配法を使用している。

### 水質シミュレーション
EPANETは水の滞留時間(water age)をモデル化する機能や、反応性物質の流れや、単純な条件下では非反応性物質の流れも予測する機能を有している。これらの機能は、特に配水システム内の残留塩素の予測に用いられる。EPANETのデフォルト機能では単体の物質のみの生成消失のみしか評価できないが、外部機能(EPANET-MSX)では物質間の反応をモデル化することが可能である。

## シミュレーション結果

### 出力可能データ
- 管内流量
- 管内流速
- 動水勾配
- 節点での水圧
- 汚染物質の伝播状況
- 残留塩素濃度
- 水の滞留時間(water age)
- 代替シナリオの解析

### 得られる効果
- ポンプに必要なエネルギーとコストの計算
- 様々なバルブ(全閉バルブを含む)のモデル化
- 減圧調整やフロー制御の確認

## EPANETツールキット
EPANETのコンピューターエンジンは他のアプリケーションとの共同利用のために個別のダイナミックリンクライブラリとしてダウンロードが可能となっている。EPANET 2のソースコードはアメリカ合衆国環境保護庁 のEPANETウェブサイトで利用可能である。

## 互換性
EPANETはほとんどの配水システムモデルの開発やメンテナンスのためにコンピューターエンジンとして使われている。主要な水理モデルパッケージとして以下が挙げられる。
- Innovyze社製のH2OMap,H2ONet,InfoWater(元はMWH社のソフトで、現在はMWH社の子会社となっている)
- DHIのMIKE URBAN
- Bentley's Haestad MethodsのWaterCAD
- BentleyのWaterGEMS
- JinboSoftのGISpipe

これらのアプリケーションのほとんどが水使用量・配管シナリオ・他のデータソース(GISや追加支援型の解析など)との様々な方法でのデータ統合についての機能があるがEPANETではサポートされていない。

## 英語の外部リンク
- EPA Webpage (Download from here)
- http://www.epanet.org Epanet and Development discussion group
- MIKE URBAN by DHI includes customized EPANET in ArcGIS
- HydrauliCAD Info-Water by MWHsoft, runs inside AutoCAD
- Bentley WaterGEMS, from Bentley Systems, Inc
- Epanet Z: GoogleMaps, YahooMaps and Microsoft VI images within Epanet
- Free EPANET Tools
- MWH Soft InfoWater
- ROSIE Epanet - ArcGIS extension with increased functionality
- Pipe2010; KYPipe and Surge
- EPA-Surge EPANET Transient Analysis
- GISpipe, from JinboSoft
- Open Water Analytics EPANET support forum

## その他の言語の外部リンク
- Download Epanet in French
- EPAnet in Spanish
- http://www.epanet.es Epanet y Cooperación al Desarrollo (Reliefwork use of Epanet in Spanish)
- http://www.epanet.es/foro.html Foro U-epanet: Epanet y Cooperación al Desarrollo (List Reliefwork use of Epanet in Spanish)